# لهواري طويل
لهواري طويل (بالفرنسية: Lahouari Touil)، ولد في 30 يوليو 1991 في عين الترك في الجزائر.

## روابط خارجية
- لهواري طويل على موقع قاعدة بيانات كرة القدم.إي يو (الإنجليزية)
- لهواري طويل على موقع Soccerway.com (الإنجليزية)